# Carlo VII di Francia
Carlo VII, detto il Vittorioso o anche il Ben-Servito (in francese Charles VII le Victorieux e le Bien-Servi; Parigi, 22 febbraio 1403 – Mehun-sur-Yèvre, 22 luglio 1461), è stato re di Francia dal 1422 al 1461, membro della dinastia dei Valois.
Era il maggiore tra i figli sopravvissuti di Carlo VI di Francia e Isabella di Baviera. Morti i primi tre delfini, nel 1417 ne ereditò il titolo. L'inizio del suo regno fu contrastato dal reggente di Enrico VI d'Inghilterra, Giovanni, duca di Bedford, che governava effettivamente buona parte della Francia settentrionale, compresa Reims, la città dov'erano tradizionalmente incoronati i re di Francia. Carlo riuscì a esservi incoronato solo nel 1429, grazie all'intervento di Giovanna d'Arco, che contribuì a liberare la Francia dagli inglesi.
Dopo la morte di Giovanna nel 1431 continuò la riconquista del regno, con campagne militari in tutta la Francia settentrionale e occidentale, in particolare in Normandia e Aquitania. Con lui ebbe termine la lunghissima guerra dei cent'anni. È ricordato come il fondatore dell'esercito francese, il più antico esercito permanente in Europa dai tempi dei Romani.
La fine del suo regno è ricordata per i dissidi con il suo erede, il futuro Luigi XI di Francia.

## Biografia

### Il re senza corona

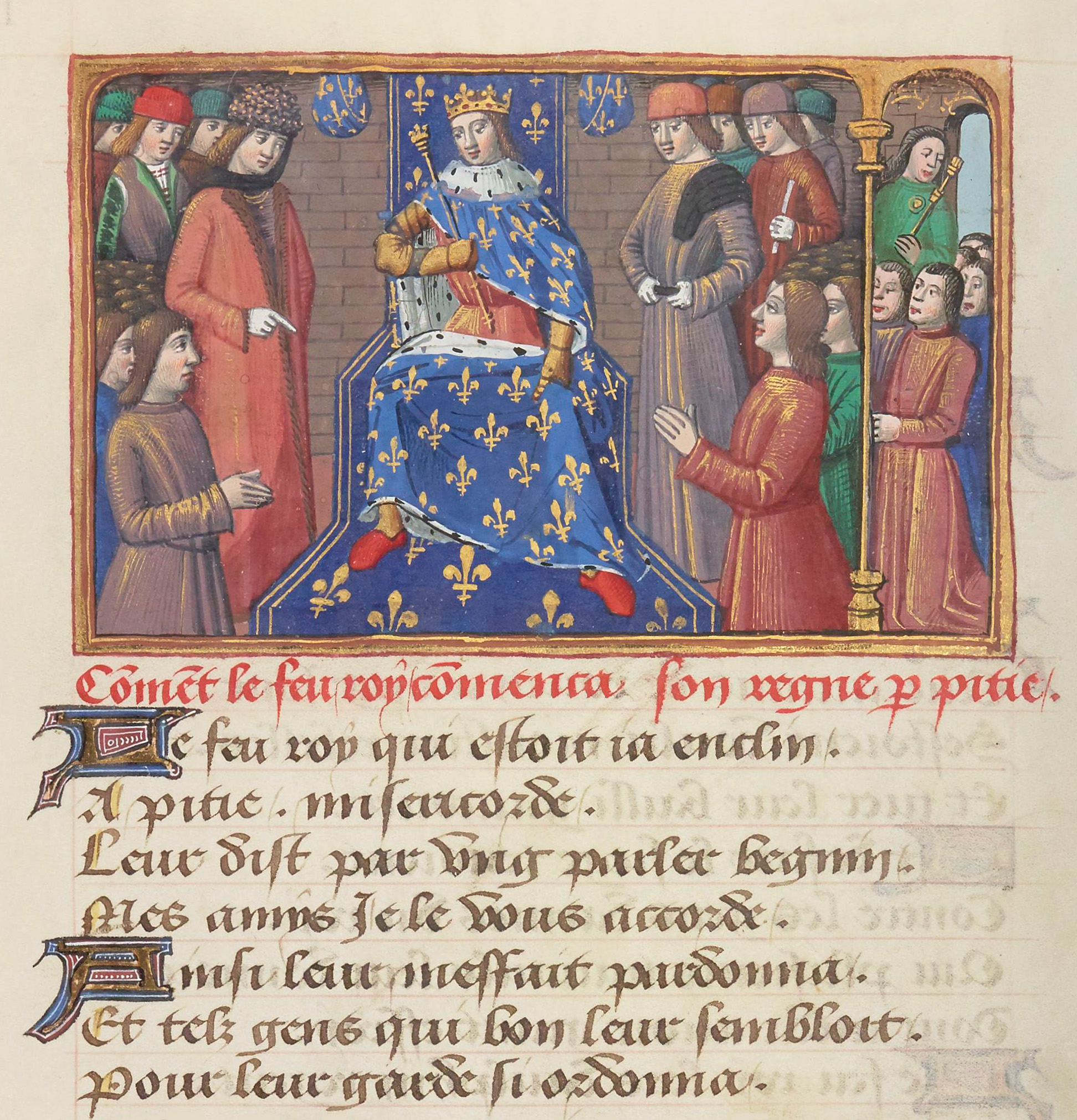
Miniatura raffigurante Carlo VII seduto sul trono, in una miniatura della fine del XV secolo.

Carlo, undicesimo dei figli di Carlo VI di Francia e Isabella di Baviera (e unico maschio a raggiungere la maggiore età) è ricordato per il coraggio e per una certa inclinazione al comando già manifestati in giovane età. Divenuto Delfino, condusse un esercito contro gli inglesi; tuttavia due eventi dovettero spezzare la sua fiducia in se stesso. Già l'anno precedente, il 21 maggio 1420, il padre, che pare avesse un'infermità mentale, firmò con Enrico V d'Inghilterra il Trattato di Troyes, che accordava la corona francese a Enrico V e discendenti se questi avesse sposato una delle sue figlie; Enrico sposò allora Caterina di Valois, che era figlia di Carlo VI, cosicché la corona francese, alla sua morte, fu accordata a Enrico VI d'Inghilterra, figlio del defunto Enrico V di Inghilterra, appunto marito di Caterina di Valois.
Il futuro Carlo VII, di fatto diseredato, riteneva tanto che il padre non potesse prendere quella decisione in piena coscienza, data la sua follia, quanto che Enrico VI, essendo un Lancaster, vantasse minori diritti sul trono francese rispetto a lui, della dinastia Valois e Delfino di Francia. Temendo per la propria vita Carlo si rifugiò presso la corte di Iolanda di Aragona, nel sud del paese, e lì, protetto dal potere della sovrana, si sposò con la figlia Maria d'Angiò. La morte di Carlo VI nel 1422 gettò la successione nel dubbio: se Carlo era davvero il figlio legittimo del re allora ne era anche l'erede e il trono spettava a lui; se così non era, invece l'erede legittimo doveva essere Carlo di Valois-Orléans, nipote di Carlo VI attraverso il padre Luigi di Valois, fratello minore di Carlo VI, prigioniero degli inglesi. A tutto questo si aggiungeva il Trattato di Troyes, siglato nel 1420, che passava il trono al giovanissimo Enrico VI d'Inghilterra (che di Carlo era il nipote attraverso la sorella Caterina di Valois che aveva sposato Enrico V d'Inghilterra, morto nell'agosto 1422).
Gli inglesi avevano l'indiscutibile vantaggio di governare il nord della Francia, Parigi compresa, ed erano quindi in grado rafforzare le proprie pretese specie nella zona da loro occupata. Carlo decise comunque di reclamare per sé il titolo di re di Francia, anche se gli mancò il coraggio di affrontare gli inglesi in battaglia restando a sud della Loira ed esercitando solo una piccola parte del suo potere in una corte itinerante nella regione della Loira, in vari castelli.

Bandiera usata da Carlo il vittorioso, durante la sua entrata a Bourges, nel 1419.

### Giovanna d'Arco e la riscossa (1429-1431)
Il 1429 portò dei cambiamenti. La città di Orléans era sotto assedio fin dall'ottobre precedente e il reggente inglese, Giovanni Plantageneto, zio del re, stava avanzando nel Ducato di Bar governato da Renato d'Angiò, cognato di Carlo. I signori di Francia ancora fedeli a Carlo e l'esercito iniziavano a essere disperati perché la situazione andava facendosi insostenibile. Nel frattempo nel villaggio di Domrémy (oggi: Domrémy-la-Pucelle) una ragazzina di nome Giovanna d'Arco iniziò a credere di avere una missione divina da compiere, comunicatale da voci celestiali, prima fra tutte quella dell'Arcangelo Michele. Ella si recò a Vaucouleurs chiedendo una scorta per recarsi a Chinon, presso la corte del re. Il capitano, Robert de Baudricourt, acconsentì solo alla terza udienza e, all'inizio di marzo, la ragazza giunse al castello di Chinon dopo un viaggio di undici giorni.
Giovanna arrivò il 10 marzo 1429 e quello che ne seguì è ormai materiale da leggenda. Si dice che Carlo, per verificare l'attendibilità della ragazza che non l'aveva mai visto, si travestì mescolandosi alla folla di cortigiani nella stanza, ma Giovanna lo riconobbe immediatamente inginocchiandosi ai suoi piedi con un profondo inchino e abbracciandogli le ginocchia. Carlo provò a dirle che era l'uomo sbagliato, ma alla fine dovette ammettere di essere lui il Delfino di Francia. Carlo, che aveva finito per crederle, accettò infine di darle un esercito. Un altro grande motivo che contribuì ai suoi piani di riconquista fu l'appoggio della potente famiglia della moglie, in particolare della suocera Iolanda. Messa a capo di un esercito Giovanna riuscì a prendere agli inglesi la città di Orléans, impresa fondamentale per la riconquista della Francia. Dopo che i francesi ebbero vinto la Battaglia di Patay il delfino Carlo fu ufficialmente incoronato re di Francia nella cattedrale di Reims il 17 luglio 1429, con il nome di Carlo VII. Il sovrano, ottenuta la sua corona, non ebbe più bisogno dell'aiuto della giovane. Difatti, lasciata sola nella riconquista di ulteriori territori nel nord della Francia (si ricordi il fallimentare tentativo di riconquistare, l'8 settembre del medesimo anno, l'ex capitale Parigi), Giovanna fu catturata a Compiègne da Giovanni di Ligny e poi venduta agli inglesi i quali, dopo l'inscenata di un processo per stregoneria (presieduto dal vescovo di Rouen, Pierre Cauchon), l'arsero al rogo il 30 maggio 1431. Invero, quando Giovanna d'Arco venne catturata con l'inganno dai borgognoni, il re di Francia non fece alcun passo ufficiale per ottenere il suo rilascio. Secondo alcuni, tuttavia, avrebbe inviato segretamente due suoi capitani, La Hire e il Bastardo d'Orléans, per tentare di sottrarla alla prigionia.

### La riconquista (1431-1453)
La figura di Giovanna d'Arco non fu però la sola molla decisiva per il riscatto della nazione francese. Concorsero difatti molti fattori diversi nel favorire il risollevamento del fragile potere di Carlo VII: le lotte di potere in seno al Consiglio di Reggenza per il decenne Enrico VI d'Inghilterra indebolirono il coordinamento delle manovre militari inglesi sul continente; la creazione delle prime bombarde a opera di Jean Bureau erano in grado di attaccare le mura e di disperdere le truppe sui campi di battaglia; il raffreddamento dei rapporti tra Inghilterra e Borgogna. Infatti, nel 1435, Carlo e Filippo III di Borgogna firmarono il Trattato di Arras che riportò francesi e borgogoni a combattere dalla stessa parte contro gli inglesi. Una volta fatto questo in Francia non restava nessun principe del sangue disposto a riconoscere Enrico VI quale loro sovrano. Le conseguenze di tale cambio di rotta politico-militare si fecero già vedere a partire dall'anno successivo. Nell'aprile 1436 Carlo riconquistò Parigi, lasciando nelle mani di Enrico VI soltanto la Normandia, Calais e la Guienna. Gli anni che andarono da quella data fino al 1440 furono terribili: "La guerra contro gli inglesi, frantumata in innumerevoli episodi locali, fu combattuta (e con successo), tra gli orrori della fame, delle epidemie, del brigantaggio che funestavano tutta la Francia".
Gli inglesi cercarono di giungere pertanto a un accordo di pace, nel 1445: il giovane Enrico VI avrebbe sposato la nipote di Carlo VII, Margherita d'Angiou, e in cambio il Maine e l'Angiò sarebbero ritornate alla corona di Francia. Normandia, Guienna e Calais sarebbero rimaste in mano inglese. Fatto sta che la cessione dei territori non ci fu e gli anni che andarono dal 1448 al 1453 segnarono la perdita della Normandia (battaglia di Formigny, 1450) e della Guienna (Battaglia di Castillon, avvenuta nel luglio del 1453), lasciando nelle mani inglesi soltanto Calais e le Isole del Canale. Uno dei motivi per cui Carlo non procedette alla conquista anche di quest'ultimo possedimento può essere ravvisato dal fatto che il 29 maggio di quell'anno, la capitale dell'Impero Bizantino, Costantinopoli, cadde nelle mani dei turchi. Lo shock dell'avvenimento avrebbe talmente scosso le coscienze religiose, da bloccare la completa riconquista del suolo francese.

### La restaurazione e centralizzazione del potere regio
Sebbene fragile, Carlo VII è accreditato di avere contribuito a iniziare il percorso verso l'assolutismo francese accentrando l'amministrazione, istituendo tributi e creando un esercito permanente. Al riguardo, bisogna tenere a mente che fino a quel momento l'amministrazione era in mano a nobili che non rispondevano minimamente del proprio operato al re; i tributi erano sempre una tantum: gli stati generali ne autorizzavano di volta in volta la riscossione, sulla base di esigenze specifiche; la guerra si combatteva con una fanteria di mercenari e una cavalleria di nobili, con cui il re doveva negoziare costantemente.
Il re, gradualmente, inizia a inviare propri funzionari nei territori, per amministrare la giustizia, sorvegliare la riscossione dei tributi (attività che comunque rimarrà privata ancora per secoli), garantire l'ordine pubblico, eccetera. Inizia a diventare sufficientemente forte, anche attraverso una vera e propria risacralizzazione del re, la prima eredità di Giovanna d'Arco, da istituire unilateralmente tributi permanenti (soprattutto gabelle, che colpiscono gli affari, e dazi, che colpiscono la circolazione delle merci), spesso senza autorizzazione degli stati generali. Con queste nuove risorse, oltre a finanziare le attività amministrative sopra descritte, può finanziare un esercito permanente, fatto di professionisti stipendiati: non nobili, e neanche mercenari assoldati sulla base del momento, ma soldati di professione in servizio permanente. I nobili, comunque non scompaiono, ma piuttosto diventano parte di questa nascente macchina amministrativa, reclutati come funzionari, giudici, ufficiali militari: la cosiddetta nobiltà di toga.
La riconquista dei territori inglesi comportò inevitabilmente anche un rafforzamento del potere regale, che vide l'alleanza del re con la borghesia e la limitazione dell'importanza degli Stati generali, ma soprattutto un consolidamento dell'unità nazionale attorno alla corona. Il sovrano, se nei secoli precedenti era piuttosto un primus inter pares con i principi del sangue, ora poteva contare su un potere abbastanza sufficiente e su un demanio regio nettamente vasto. Difatti, la Normandia e gli altri territori strappati agli inglesi confluirono nelle proprietà del sovrano, gestite da dei funzionari (i balivi). Questa politica centralista di Re Carlo comportò però la nascita di una fronda di nobili (la praguerie del 1440), capeggiati da Carlo I di Borbone, nel tentativo di ostacolare l'ascesa del potere regale ponendo sul trono il giovane delfino Luigi. La rivolta fu stroncata facilmente, grazie alla compattezza dell'apparato burocratico-militare.
Nel campo amministrativo, la burocrazia fu riorganizzata dall'attività di Jacques Cœur, che promosse l'espansione del commercio francese in Italia e nel mediterraneo.
Altra operazione di rafforzamento del potere reale fu il ristabilimento delle antiche normative gallicane: nel 1438, per legarsi il Clero, impose a quest'ultimo il giuramento della Prammatica Sanzione, con la quale il sovrano aveva il diritto di scegliere i vescovi, lasciando poi al Papa la consacrazione. Un atto di forza che non fu ritirato e che sarà uno dei perni della politica francese fino a Napoleone.
In ambito militare Carlo VII fu il fondatore dell'esercito francese: infatti il 26 maggio 1445: con le Compagnie d'ordonnance, la prima istituzione militare permanente  venne costituito da Carlo VII l'Armée de terre (Esercito francese).

### I dissidi con il figlio

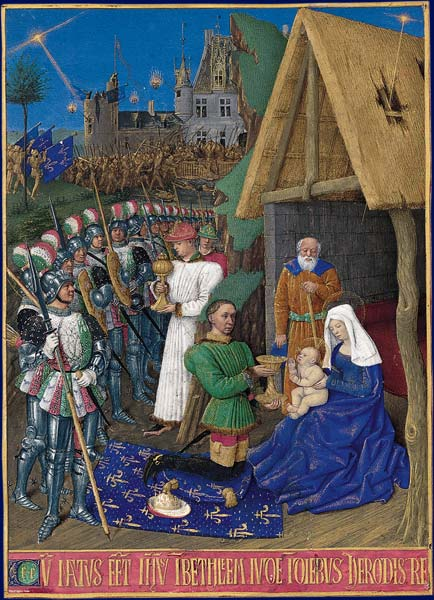
L'adorazioni dei re Magi (L Adoration des Mages) fu una delle poche miniature in cui viene raffigurato il re Carlo VII di Francia.

Gli ultimi anni del regno di Carlo vennero contraddistinti da una certa ostilità con il figlio maggiore Luigi (futuro Luigi XI) allorché questi chiese maggiori poteri, insieme al titolo di Delfino, richiesta che il padre gli rifiutò. In seguito a ciò pare che Luigi abbia tentato di destabilizzare la posizione del padre attraverso vari complotti, arrivando anche a discutere aspramente con Agnese Sorel, amante del padre. Quando nel 1446 nacque il suo ultimo figlio, anch'egli chiamato Carlo, il re spedì Luigi nel Delfinato; i due non si incontrarono più e, quando Carlo lo richiamò a corte, il figlio preferì andare presso la corte di Borgogna, arrivandovi nel 1456.
Nel 1458 Carlo cadde malato. Sulla gamba gli comparve un'ulcera (forse uno dei primi sintomi del diabete), ma rifiutò di curarsi. Richiamò di nuovo il figlio, che non rispose, preferendo rivolgersi ad alcuni astrologi per farsi predire il momento in cui il padre sarebbe morto. Carlo riuscì a sopravvivere per altri due anni e mezzo circa, nonostante il progredire della malattia, dovendo anche fronteggiare la ribellione di uno dei suoi vassalli, Jean V, conte d'Armagnac (1420-1473). Infine, a luglio del 1461, quando i medici dichiararono che egli non avrebbe superato il mese di agosto, Carlo cadde preda di un delirio, convincendosi di essere circondato da traditori fedeli solo a suo figlio. Vittima di un'altra infezione che gli colpì la mascella generando un ascesso nella bocca, non poté mangiare o bere per diversi giorni per il gonfiore. Carlo chiamò di nuovo Luigi, ma senza successo. Morì per setticemia il 22 luglio 1461, con il figlio minore al proprio capezzale, e fu sepolto nella chiesa di St. Denis.

## Discendenza
Carlo VII sposò il 22 aprile 1422 la diciottenne Maria d'Angiò, figlia di Luigi II d'Angiò e di Iolanda di Aragona. Dalla loro unione nacquero tredici figli:
- Luigi, futuro re Luigi XI (3 luglio 1423 - 30 agosto 1483);
- Giovanni di Francia (1425);
- Radegonda di Francia (1428-1444), fidanzata a Sigismondo d'Austria, morì prima delle nozze;
- Caterina di Francia (1428-1446), che sposò Carlo I di Borgogna;
- Giacomo di Francia (1432-1437);
- Iolanda di Francia (1434-1478), sposatasi con Amedeo IX di Savoia;
- Giovanna di Francia (1435-1482), sposatasi con Giovanni II di Borbone;
- Filippo di Francia (1436);
- Margherita di Francia (1437-1438);
- Giovanna di Francia (1438-1446);
- Maria di Francia (1438-1439), gemella di Giovanna;
- Maddalena di Francia (1443-1495), sposatasi nel 1461 con Gastone di Foix, principe di Viana;
- Carlo di Francia (1446-1472).

Carlo VII provò molto affetto per la moglie, ma sicuramente la sua più grande passione fu quella provata per Agnès Sorel. Da questa unione nacquero tre figlie illegittime:
- Charlotte di Valois;
- Marie de Valois (1444-1473);
- Jeanne de Valois.

Alla sua morte la sostituì nel ruolo di amante reale la cugina Antoinette de Maignelais (1434-1474).

## Ascendenza
|                        |                       |                           | Genitori                  |  |  | Nonni |  |  | Bisnonni               |  |  | Trisnonni             |  |
|                        |                       |                           |                           |  |  |       |  |  | Giovanni II di Francia |  |  | Filippo VI di Francia |  |
|                        |                       |                           |                           |  |  |       |  |  | Giovanni II di Francia |  |  | Filippo VI di Francia |  |
|                        |                       | Giovanna di Borgogna      |                           |  |  |       |  |  | Giovanni II di Francia |  |  |                       |  |
| Carlo V di Francia     |                       |                           |                           |  |  |       |  |  | Giovanni II di Francia |  |  |                       |  |
|                        |                       | Bona di Lussemburgo       | Giovanni I di Lussemburgo |  |  |       |  |  |                        |  |  |                       |  |
|                        |                       | Bona di Lussemburgo       | Giovanni I di Lussemburgo |  |  |       |  |  |                        |  |  |                       |  |
|                        |                       | Bona di Lussemburgo       | Elisabetta di Boemia      |  |  |       |  |  |                        |  |  |                       |  |
| Carlo VI di Francia    |                       | Bona di Lussemburgo       |                           |  |  |       |  |  |                        |  |  |                       |  |
|                        |                       | Pietro I di Borbone       | Luigi I di Borbone        |  |  |       |  |  |                        |  |  |                       |  |
|                        |                       | Pietro I di Borbone       | Luigi I di Borbone        |  |  |       |  |  |                        |  |  |                       |  |
|                        |                       | Pietro I di Borbone       | Maria d'Avesnes           |  |  |       |  |  |                        |  |  |                       |  |
| Giovanna di Borbone    |                       | Pietro I di Borbone       |                           |  |  |       |  |  |                        |  |  |                       |  |
|                        |                       | Isabella di Valois        | Carlo di Valois           |  |  |       |  |  |                        |  |  |                       |  |
|                        |                       | Isabella di Valois        | Carlo di Valois           |  |  |       |  |  |                        |  |  |                       |  |
|                        |                       | Isabella di Valois        | Mahaut di Châtillon       |  |  |       |  |  |                        |  |  |                       |  |
| Carlo VII di Francia   |                       | Isabella di Valois        |                           |  |  |       |  |  |                        |  |  |                       |  |
|                        | Stefano II di Baviera | Ludovico il Bavaro        |                           |  |  |       |  |  |                        |  |  |                       |  |
|                        | Stefano II di Baviera | Ludovico il Bavaro        |                           |  |  |       |  |  |                        |  |  |                       |  |
|                        | Stefano II di Baviera | Beatrice di Slesia-Glogau |                           |  |  |       |  |  |                        |  |  |                       |  |
| Stefano III di Baviera | Stefano II di Baviera |                           |                           |  |  |       |  |  |                        |  |  |                       |  |
|                        |                       | Isabella d'Aragona        | Federico III di Aragona   |  |  |       |  |  |                        |  |  |                       |  |
|                        |                       | Isabella d'Aragona        | Federico III di Aragona   |  |  |       |  |  |                        |  |  |                       |  |
|                        |                       | Isabella d'Aragona        | Eleonora d'Angiò          |  |  |       |  |  |                        |  |  |                       |  |
| Isabella di Baviera    |                       | Isabella d'Aragona        |                           |  |  |       |  |  |                        |  |  |                       |  |
|                        |                       | Bernabò Visconti          | Stefano Visconti          |  |  |       |  |  |                        |  |  |                       |  |
|                        |                       | Bernabò Visconti          | Stefano Visconti          |  |  |       |  |  |                        |  |  |                       |  |
|                        |                       | Bernabò Visconti          | Valentina Doria           |  |  |       |  |  |                        |  |  |                       |  |
| Taddea Visconti        |                       | Bernabò Visconti          |                           |  |  |       |  |  |                        |  |  |                       |  |
|                        |                       | Beatrice della Scala      | Mastino II della Scala    |  |  |       |  |  |                        |  |  |                       |  |
|                        |                       | Beatrice della Scala      | Mastino II della Scala    |  |  |       |  |  |                        |  |  |                       |  |
|                        |                       | Beatrice della Scala      | Taddea da Carrara         |  |  |       |  |  |                        |  |  |                       |  |
|                        |                       | Beatrice della Scala      |                           |  |  |       |  |  |                        |  |  |                       |  |